# ريتشارد لو
ريتشارد لو (بالإنجليزية: Richard Law)‏ هو قاضي ومحامي أمريكي، ولد في 7 مارس 1733 في ميلفورد في الولايات المتحدة، وتوفي في 26 يناير 1806 في نيو لندن في الولايات المتحدة.